# Азербайджански гущер
Азербайджански гущер (Darevskia raddei), наричан също скален гущер на Рад, е вид влечуго от семейство Същински гущери (Lacertidae). Видът не е застрашен от изчезване.

## Разпространение и местообитание
Разпространен е в Азербайджан, Армения, Грузия, Иран и Турция.
Обитава гористи местности, долини, степи и езера.

## Описание
Популацията на вида е стабилна.